# Гастролея
Гастролея (x Gastrolea E.Walth.) — міжродовий гібрид, утворений шляхом схрещування видів роду ґастерія і одного з трьох видів алое: алое остисте (Aloe aristata), алое строкате (Aloe striata) і алое смугасте (Aloe variegata). Описано 18 видів.

## Біологічний опис

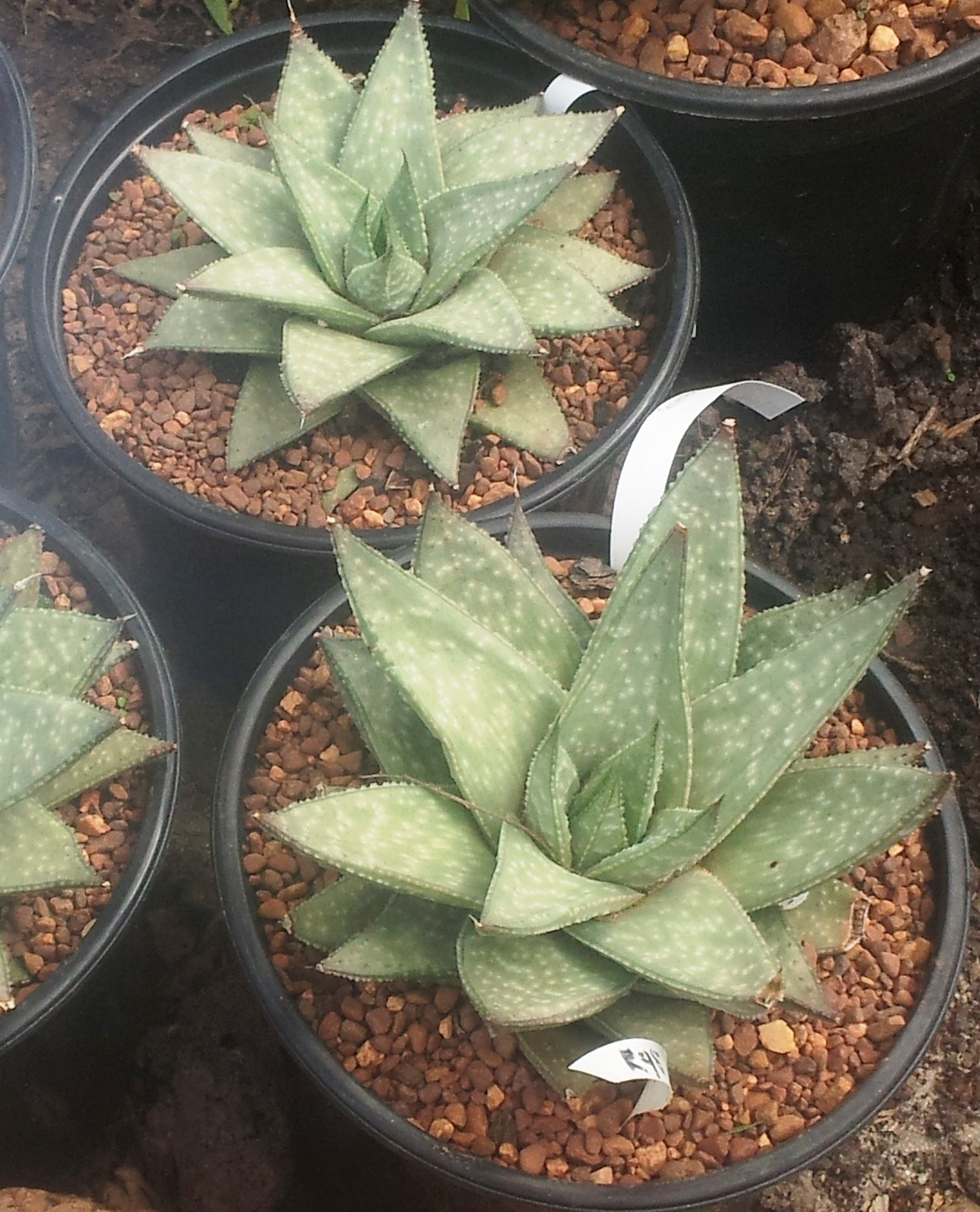
× Gasteraloe Grey Ghost

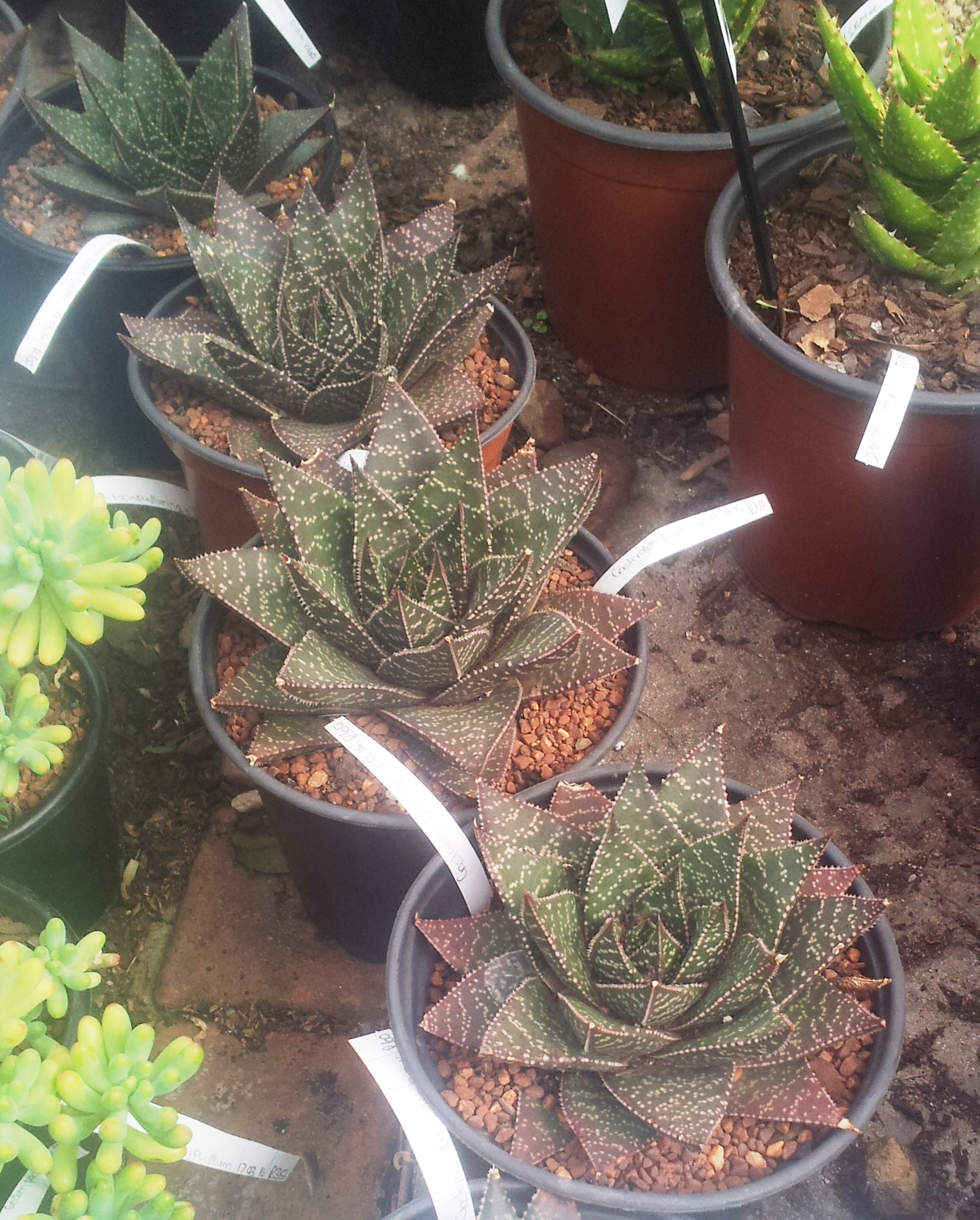
× Gasteraloe Black Giant

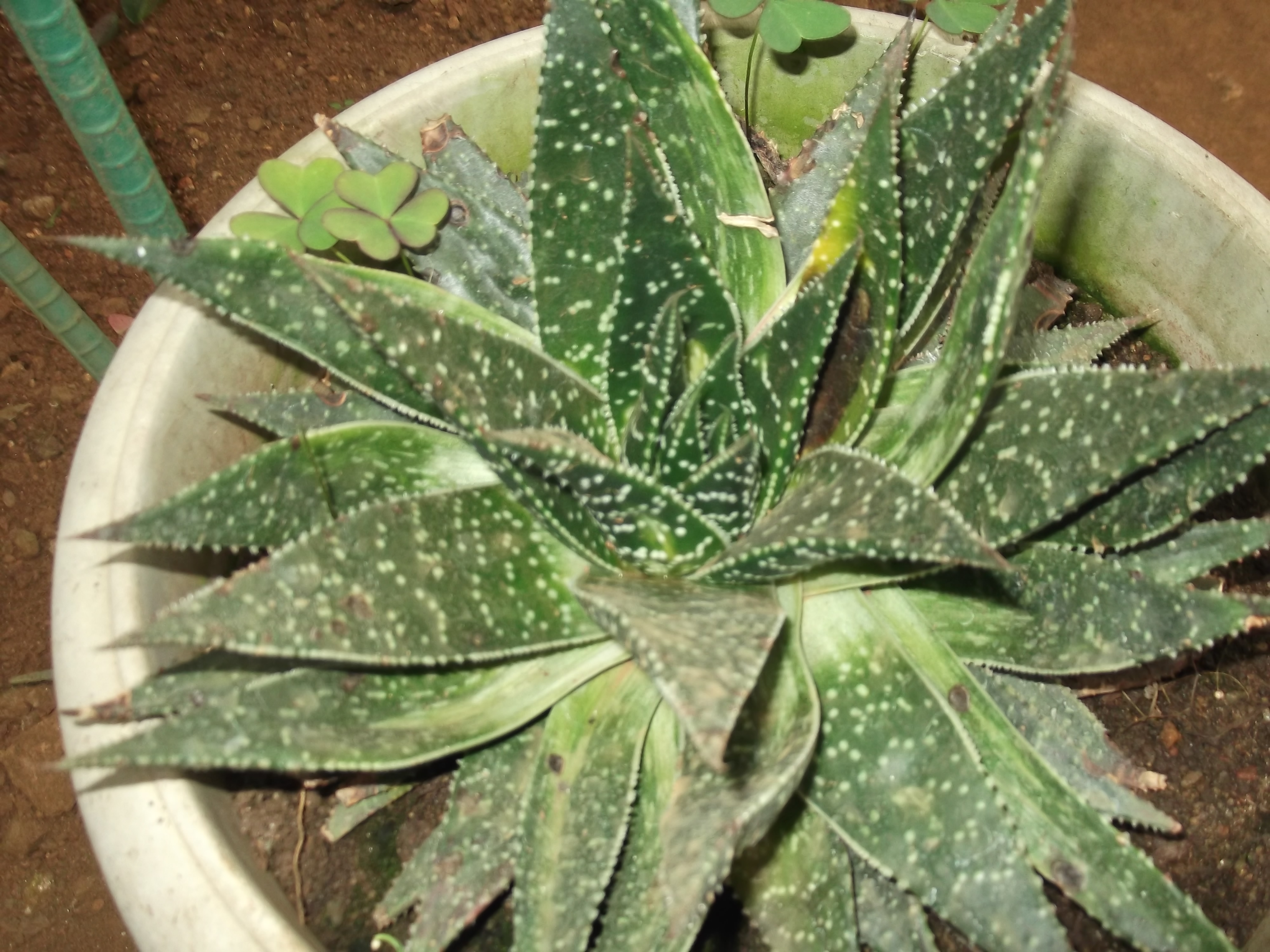
× Gasteraloe beguinii

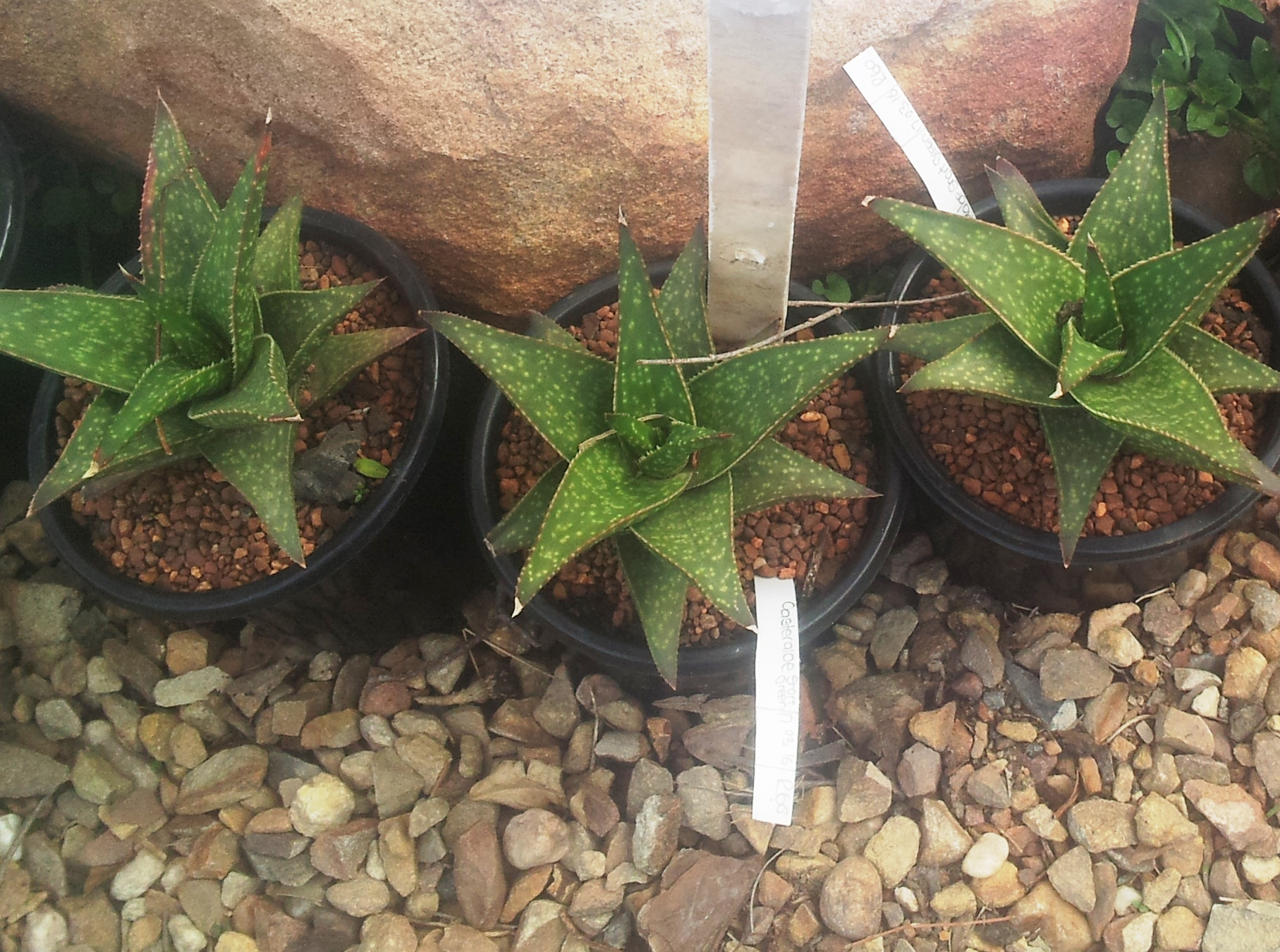
× Gasteraloe Short Green

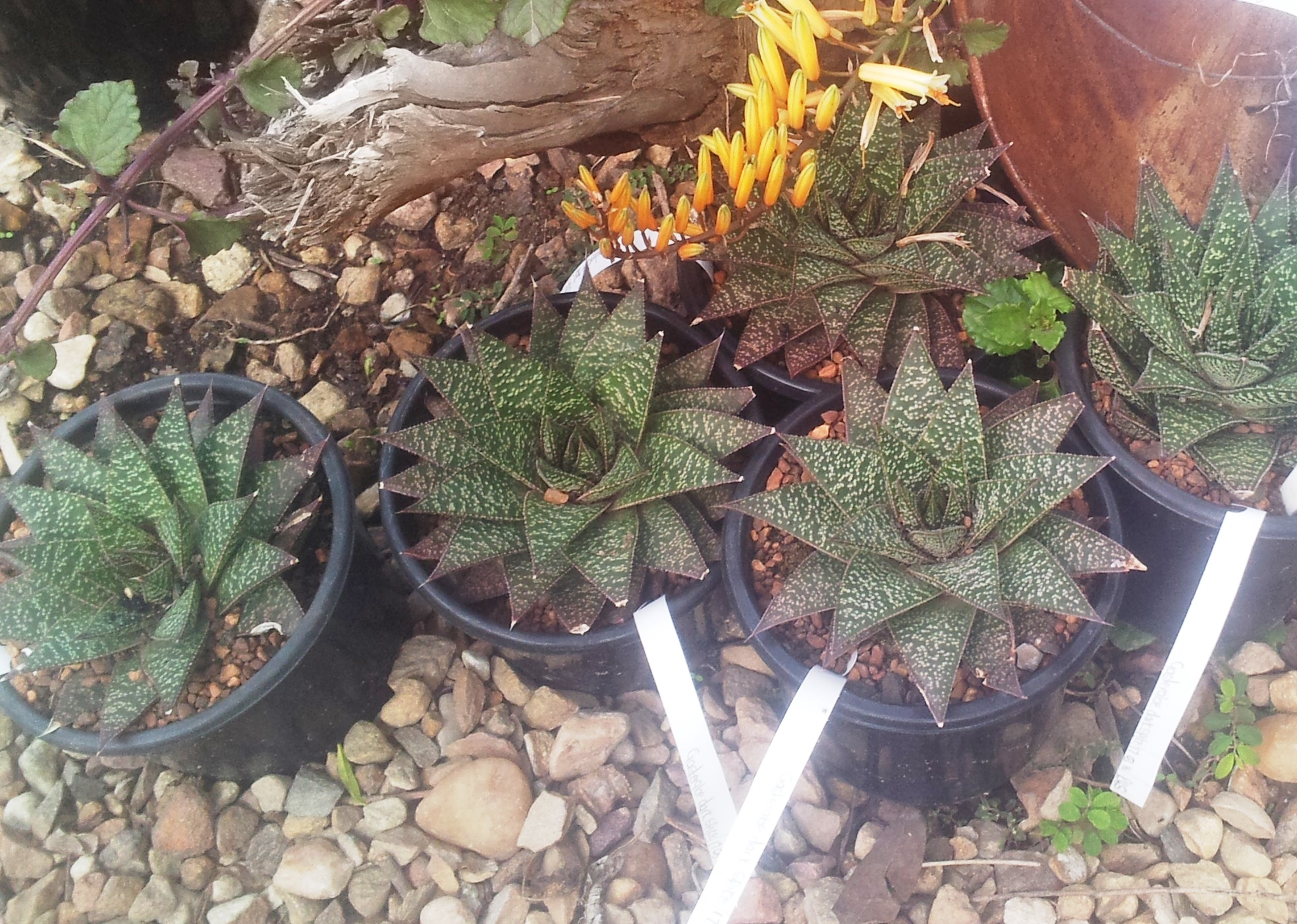
× Gasteraloe Dark Spike

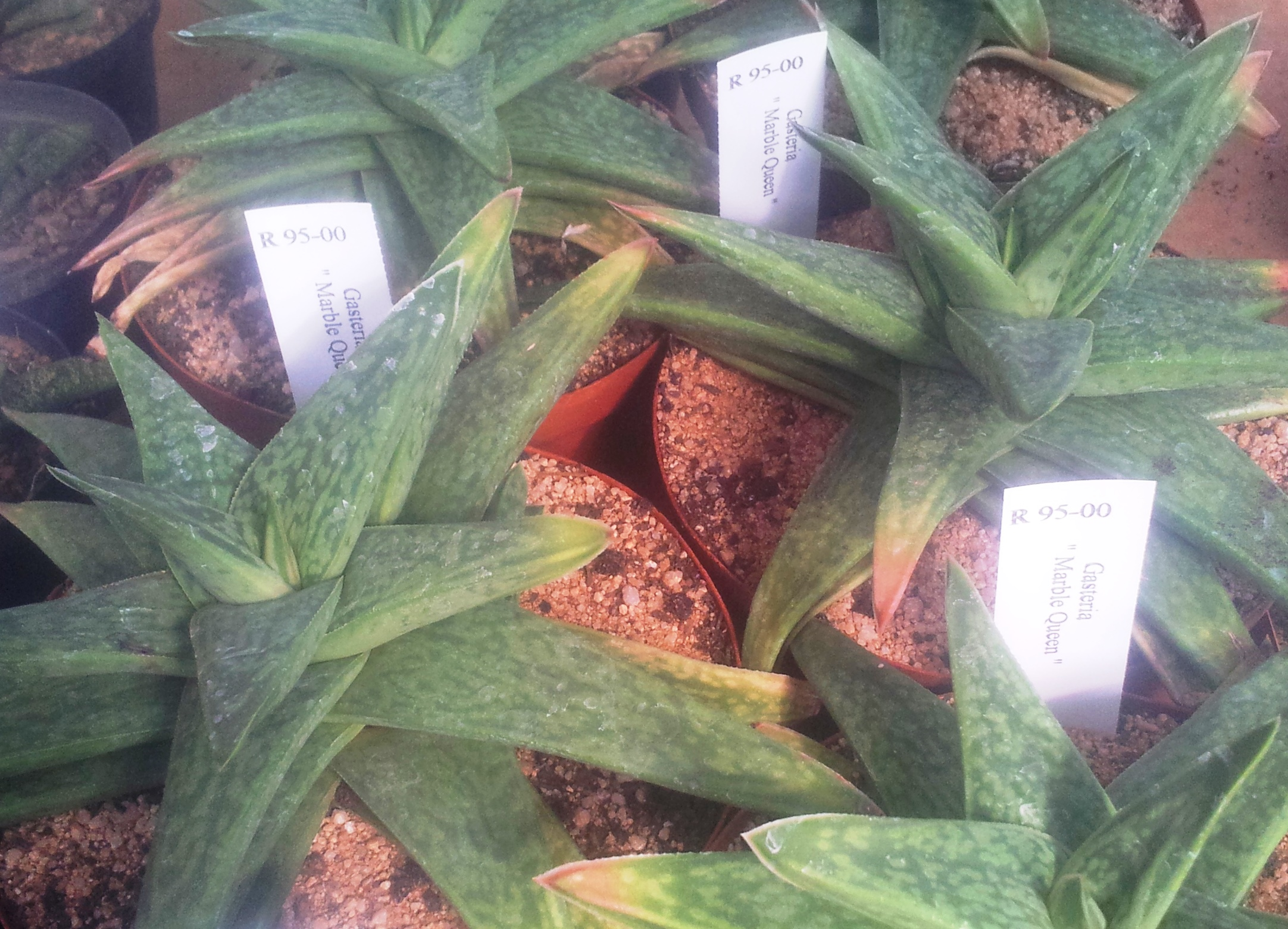
× Gasteraloe Marble Queen

Рослини цього роду досить різноманітні за розмірами розетки, від 15 до 60 см у діаметрі. Це здебільшого багатолисткові розетки з сукулентними листками, за кольором і формою подібними до листків ґастерій.

## Розмноження
Розмножують тільки вегетативним шляхом — дочірними розетками й листковими живцями.